# Vantage Point (album)
Vantage Point è il quinto album del gruppo musicale belga dEUS, pubblicato il 18 aprile 2008.

## Descrizione
Il primo singolo tratto dall'album è stato The Architect.

Nel lungo tour europeo di promozione del disco, numerose sono le tappe italiane: la prima l'8 maggio 2008 a Milano, seguita dalla partecipazione estiva al festival Ferrara Sotto le Stelle; poi è il turno di Roma, Castelbuono (nel contesto dell'Ypsigrock), Firenze, Roncade, ancora Milano, Nonantola e Rimini.

## Tracce
1. When She Comes Down (5:05)
2. Oh Your God (3:51)
3. Eternal Woman (4:22) - con Lies Lorquet dei Mintzkov
4. Favourite Game (4:11)
5. Slow (6:08) - con Karin Dreijer dei Knife
6. The Architect (3:56)
7. Is a Robot (4:57)
8. Smokers Reflect (4:26)
9. The Vanishing of Maria Schneider (4:43) - con Guy Garver degli Elbow
10. Popular Culture (4:56)